# Wojciech Appel
Wojciech Jarosław Appel (ur. 1966 w Warszawie) – polski dziennikarz radiowy.

## Życiorys
Absolwent Wydziału Grafiki Akademii Sztuk Pięknych w Warszawie.
Od roku 1995 pracował w Rozgłośni Harcerskiej, potem przekształconej w Radiostację, z którą rozstał się w roku 2002. Współpracował z 4funTV oraz Rochstar (program Mamy Cię!). W latach 1998–2003 współtworzył zespół Futro (płyta Futro – BMG 2001) oraz płytę Małgorzata Kożuchowska – W futrze (Elle 2004).
Pracował w Jazz Radio i Roxy FM. Od 2013 roku prowadzi audycje w Radiowej Jedynce.